# 日本自動車輸入組合
日本自動車輸入組合（にほんじどうしゃゆにゅうくみあい、英: Japan Automobile Importers Association ）は、特別法により法人格が付与されている日本の法人であり、輸出入取引法に基づく輸入組合の一つ。略称はJAIA（ジャイア）。
組合の主なメンバーは、外国自動車メーカーとの直接輸入契約により正規輸入車を取り扱うインポーター（いわゆる正規代理店）で構成され、業界団体としての特性を有する。外国の工場で生産されて日本に輸入される日本車も存在するほか、日本のメーカーが外国車の正規輸入・販売を行うこともあるため、一部の日本のメーカーも会員となっている（2024年1月現在ではトヨタ自動車・本田技研工業・UDトラックス・カワサキモータースジャパンが会員となっている）。

## 概要
前身は1952年8月1日に設立された「輸入自動車協会」、一旦1957年に「米国自動車輸入協会」「欧州自動車輸入協会」「自動車部品輸入協会」に分裂後、1962年に再統合されて「自動車輸入協会」となっていた。自動車の輸入が自由化された1965年11月1日、輸出入取引法に基づく非営利法人である輸入組合として改組された。
輸入車市場の健全な発展のために、諸統計の作成、共同展示事業、技術情報の提供等の事業を行うことを目的としている。設立当初には日本の自動車メーカーの抵抗で分離開催を余儀なくされていた「東京オートショー」（通称外車ショー）の開催や、税関の証明業務の代行なども行っていた。
長年最大手インポーターであったヤナセの社長・会長を務めた梁瀬次郎ら、大手ディーラーの代表者が理事長を務めていたが、今日では組合役員の理事の多くは国外メーカーの日本法人となっており、2024年8月時点の理事長は、輸入車業界大手のメルセデス・ベンツ日本合同会社代表取締役社長兼CEOである上野金太郎が務めている。
毎年2月頃、神奈川県大磯町の大磯プリンスホテルでマスコミ向けにJAIA主催でインポーター合同の試乗会を行っている。
よく似た名前の団体として「外国自動車輸入協同組合」（略称FAIA）があるが、これは並行輸入業者の団体であり当組合とは無関係である。